# Липа Святого Михаїла
Ли́па Свято́го Михаї́ла — ботанічна пам'ятка природи місцевого значення в Україні. Об'єкт природно-заповідного фонду Львівської області. 
Розташована в межах Шептицького району Львівської області, в центральній частині села Бодячів (на території церкви). 
Статус надано згідно з рішенням Львівської обласної ради від 14.07.2011 року, № 206. Перебуває у віданні Смиківської сільської ради. 
Статус надано з метою збереження одного екземпляра вікової липи. 